# Nokia Series 90
Series 90 (S90) — программная платформа для сенсорных смартфонов Nokia, использовала операционную систему Symbian OS 7.0s.
Series 90 была создана на базе платформы Series 80, а также разработок компании Psion. Главной особенностью платформы была поддержка сенсорных экранов с большим разрешением (640x320 точек). Интерфейс устройств на базе S90 визуально похож на интерфейс, используемый в интернет-планшетах Nokia под управлением Internet Tablet OS на базе платформы Maemo. Series 90 полностью несовместима с популярными платформами на основе Symbian OS Series 60 и UIQ, однако некоторые приложения для S80 могут быть запущены без перекомпиляции.
Существует всего две модели смартфонов на платформе S90:
- Nokia 7700 (модель должна была выйти в середине 2004 года, но, после нескольких переносов даты выпуска, была отменена и в широкую продажу не попала)
- Nokia 7710

В 2005 году компания Nokia объявила о прекращении развития Series 90. Наработки, сделанные в процессе разработки данной платформы, были полностью включены в платформу Series 60. В конце 2008 года был выпущен первый сенсорный смартфон Nokia на платформе Series 60 — Nokia 5800.